# ۴۷۲ (قمری)
۴۷۲ (قمری)، چهارصد و هفتاد و دومین سال در گاهشماری هجری قمری است. اول محرم این سال برابر با دهم ژوئیه سال ۱۰۷۹ میلادی است.

## وابسته
- مروانیان